# Bel (azienda)
Bel è un'azienda alimentare di Suresnes, in Francia, specializzata nella produzione di formaggi a pasta fusa.

## Storia
La Bel venne fondata a Orgelet nel 1865 da Jules Bel. La Bel è nota anche per i suoi Apéricube, formaggini cubici aromatizzati dalla caratteristica forma cubica. La Bel vende i suoi prodotti in 120 paesi del mondo.